# Uniwersytet w Bernie
Uniwersytet w Bernie, Uniwersytet Berneński (niem. Universität Bern) – państwowy uniwersytet założony w 1834 w Bernie. Jest to trzeci co do wielkości uniwersytet w Szwajcarii.
W 2023 w klasyfikacji najlepszych uczelni wyższych Times Higher Education uczelnia umiejscowiła się na 4. miejscu w grupie krajowej i na 94. w skali światowej.

## Wydziały
- Wydział Teologiczny
- Wydział Prawa
- Wydział Medyczny
- Wydział Weterynariii
- Wydział Ekonomii i Nauk Społecznych
- Wydział Filozoficzno-Historyczny
- Wydział Filozoficzno-Humanistyczny
- Wydział Filozofii i Nauk Przyrodniczych

## Wykładowcy
W latach 1908–1909 Albert Einstein pracował na uczelni jako prywatny wykładowca fizyki teorytycznej.

## Absolwenci
Wśród absolwentów uczelni wymienić można wyróżnić dużą ilość Polaków; są nimi: 
- Andrzej Gontarek
- Borys Przedpełski
- Eleonora Reicher
- Feliks Kwiatek
- Helena Willman-Grabowska
- Henryk Herszfinkiel
- Jakub Węgierko
- Jerzy Bajorek
- Juliusz Kühl
- Karol de Beaurain
- Klaudia Bułgakow
- Krzysztof Sośnica
- Leon Nencki
- Tomasz Janiszewski
- Salomea Kempner
- Wanda Piekarska